# Trogolegnum pseudambulyx
Trogolegnum pseudambulyx är en fjärilsart som beskrevs av Jean Baptiste Boisduval 1875. Trogolegnum pseudambulyx ingår i släktet Trogolegnum och familjen svärmare. Inga underarter finns listade i Catalogue of Life.

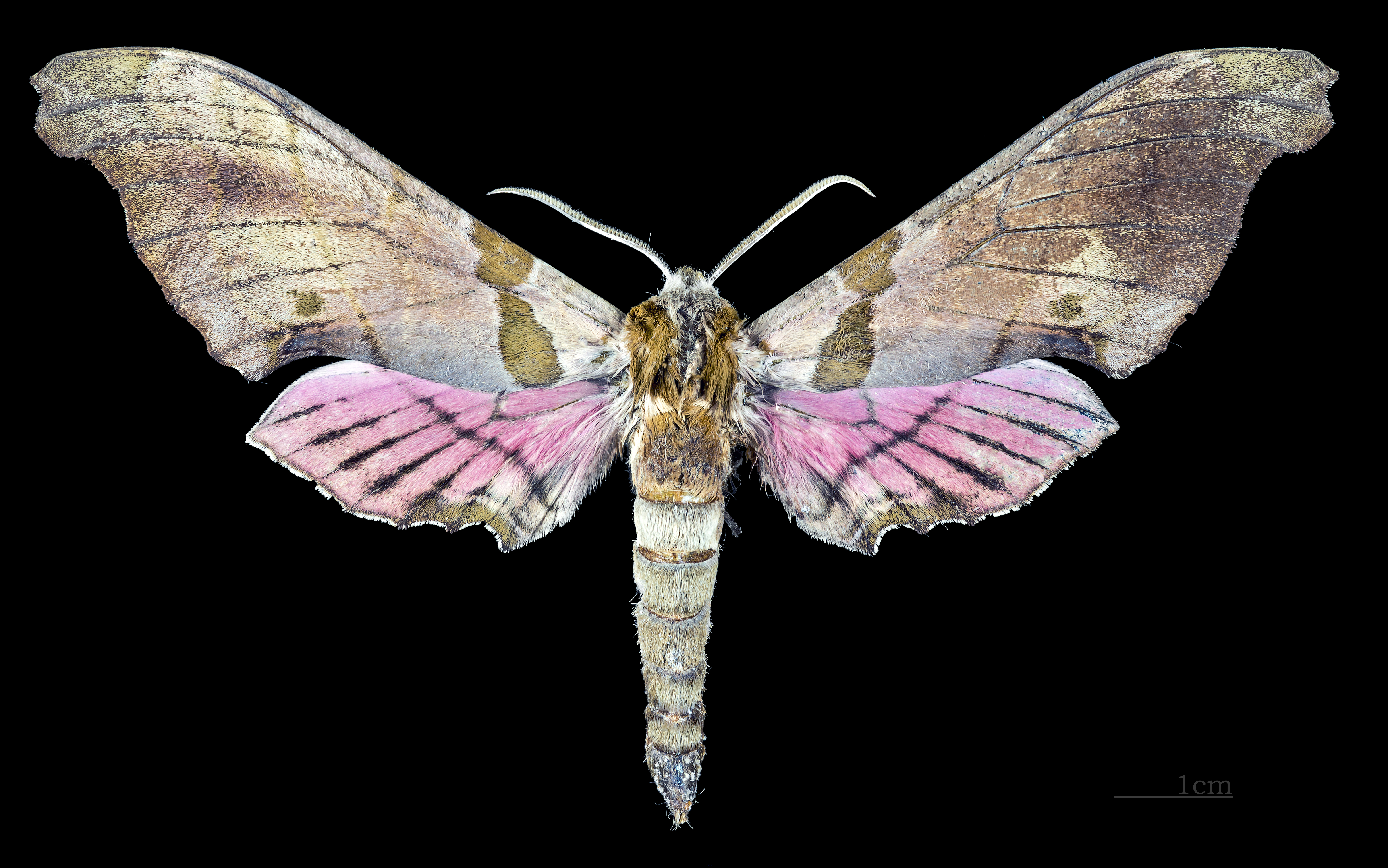
♂
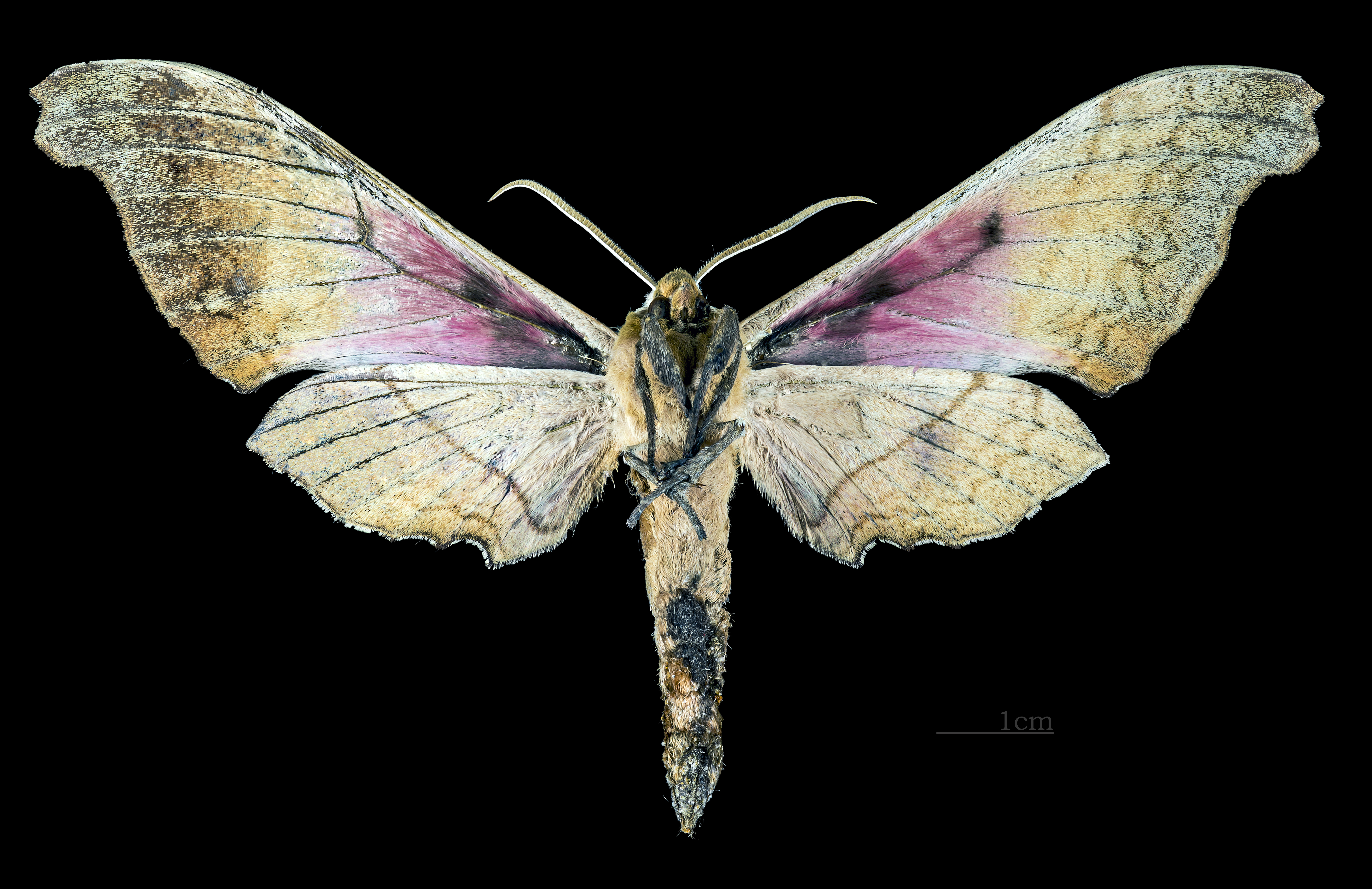
♂ △